# サウンドカメラ
1. サウンドカメラは、映画フィルムに光学サウンドトラックを焼き付けて音ネガ（サウンドネガ）を作成するための装置。光学録音機とも呼ばれる。本項で詳述する。
2. サウンドカメラは、映画などで用いられるフィルムカメラで音声の同時収録が出来るもの。フィルムに塗布された磁性体に音声信号を磁気的に記録する方式や、外部の録音機と同期する方式などがある。
3. サウンドカメラ（サウンドバカチョン）は藤子・F・不二雄の漫画『ドラえもん』に登場するひみつ道具で、架空のカメラ。ドラえもんのひみつ道具 (さ)#サウンドカメラを参照。

## 概要
映画の音声は、磁気テープなどに録音された音声からサウンドカメラによってフィルム上に録音（光学リレコ）されることで一つのフィルムに画とともに記録される。音声記録のためにはフィルムと同期した送り穴を持つシネテープを用いたりフィルムに磁性体を塗布して磁気的に録音することも可能であるが、映画の上映用フィルムなどには複製の容易さや可搬性などから光学方式が広く用いられた。サウンドカメラには、光学模様によって音声波形を記録するアナログ方式と、デジタル音響システムに対応した信号を記録するためのデジタル方式のものが存在する。

### アナログ方式
アナログのサウンドカメラによる記録方式は、音声信号の強弱をサウンドトラック帯の濃淡で表現する可変濃度型と、模様の幅で表現する可変面積型の二つに大別できる。可変濃度型では僅かなコントラストの変化が音声の歪みとして直接影響するため、プリントによる音質への影響が小さい可変面積型が主流となった。通常、映画の上映用フィルムには2chのステレオ信号が2列の光学模様として記録される。広く採用されているドルビーステレオ方式やDTSステレオ方式などでは、サラウンドなどを含めた4chの音声をマトリックス回路で2chの信号にエンコードした上で記録する。

### デジタル方式
映画館のデジタル音響システムに対応した情報量の大きいデジタル信号を上映用フィルムに記録するために、デジタル方式のサウンドカメラによって高精細な二次元の符号パターンがフィルム上に「撮影」される。ドルビーデジタル方式ではパーフォレーション（フィルムの送り穴）の隙間に、SDDS方式ではフィルムの両端にそれぞれプリントされる。